# 藤野宏
藤野 宏（ふじの ひろし、1942年3月7日 - ）は、日本の実業家。栗田工業顧問・元相談役・元代表取締役会長・元代表取締役社長。

## 経歴
- 福岡県出身
- 福岡県立修猷館高等学校、九州大学理学部卒業[1]
- 1964年4月 - 栗田工業株式会社入社
- 1980年10月 - 同社薬品本部海外営業部ロンドン駐在所長就任
- 1987年4月 - 同社海外営業本部薬品営業部長就任
- 1993年6月 - 同社取締役装置事業部水処理本部副本部長就任
- 1995年6月 - 同社取締役装置事業管理本部長就任
- 1997年6月 - 同社常務取締役経営企画室長就任
- 1999年6月 - 同社代表取締役専務取締役生産本部長就任
- 2003年6月 - 同社代表取締役社長就任
- 2009年6月 - 同社代表取締役会長就任
- 2011年6月 - 同社相談役就任
- 2013年6月 - 同社顧問就任